# 大江戸よし々
大江戸 よし々（おおえど よしよし、1月28日 - ）は、日本の声優、ナレーター。青森県八戸市出身。アトゥプロダクション所属。本名および旧芸名は、大江 吉史（おおえ よしひと）。

## 人物
2009年8月までラムズ、その後フリーランスを経て、2011年3月にアトゥプロダクションに所属となり、芸名を大江戸よし々に改名。

## 出演

### テレビアニメ
2006年
- HANOKA〜葉ノ香〜（コクトウ）

2009年
- 炬燵猫（ピース、教官、テレビスタッフ）

### ナレーション

#### テレビ
- 浜ちゃんが!（読売テレビ、2008年 - ）
- ファミリーヒストリー（NHK総合テレビジョン、2008年10月 - ）
- 木村裕子の恋する鉄道修行旅-四国篇-（MONDO TV、2009年）
- Hi! Hey! Say!（テレビ東京、2009年4月 - 9月）
- ペット大集合!ポチたま（テレビ東京、2009年10月 - 2010年2月） - 「ブサかわペット選手権」
- コムタビ+（TBSテレビ、2009年10月 - 2010年6月）
- マルさまぁ〜ず（TBS、2010年4月 - 9月）
- ドラクロワ（NHK総合、2010年5月 - 2013年3月）
- D-BOYS BE AMBITIOUS（テレビ東京、2010年7月 - 12月） - クラーク先生 役
- アスリートのチカラ～one secret piece～（BSフジ、2010年10月 - 2018年9月）
- Rの法則（NHK教育テレビジョン、2011年2月 - 2018年4月）
- キカナイト→キカナイトF（フジテレビ、2011年4月 - 2012年9月）
- 乃木坂って、どこ?（テレビ東京、2011年10月 - 2015年4月12日）
- 乃木坂工事中（テレビ東京、2015年4月19日 - ）
- マニュアル劇団（テレビ朝日、2011年10月 - 2012年3月）
- 日曜×芸人（テレビ朝日、2012年4月 - 2014年3月）
- 〜世界にひとつ〜ミラクルレシピ!（テレビ朝日、2013年4月20日 - 2015年3月21日）
- Nスタ（火曜・木曜担当、TBS、2013年4月 - ）※ Nスタ情報コーナー、Nスタ特集のナレーション。
- ザ・データマン 〜スポーツの真実は数字にあり〜（NHK BS1、2013年4月 - 2016年3月）
- 欽ちゃんの全国びっくり王!（NHK BSプレミアム、2013年5月 - 2015年3月）
- ABChanZoo（テレビ東京、2013年7月 - ）
- ビビット 月・水・金担当[5]（TBS、2015年3月 - 2019年9月）
- 中居正広の身になる図書館（テレビ朝日、2017年4月 - 2019年3月）
- 水トク! 「1番だけが知っている」各界の1番が魂震えたスゴイ日本人がいたぞSP（TBS、2017年11月22日）
  - 1番だけが知っている（TBS、2018年10月15日 - ）
- 主治医が見つかる診療所（テレビ東京、2021年4月1日 - ）
- THE TIME'（TBS、2021年10月1日 - ）「TIME REPORT」（交替制）
- タクシー運転手さん一番うまい店に連れてって!（テレビ東京、2022年4月7日 - ）

#### 映像作品
- 稲川淳二 恐怖の現場シリーズ （最終章Part2、2016年7月5日発売）